# Micrelenchus tenebrosus
Micrelenchus tenebrosus es una especie de molusco gasterópodo de la familia Trochidae. 

## Distribución geográfica
Se encuentra en Nueva Zelanda